# روبرتو ویتوری
روبرتو ویتوری (به انگلیسی: Roberto Vittori) فضانورد اهل کشور ایتالیا است که در ۱۵ اکتبر ۱۹۶۴ میلادی در ویتربو زاده شد. وی در مأموریت‌های سایوز تی‌ام-۳۴، تی‌ام-۳۳ و اس تی اس-۱۳۴ حضور داشته‌است.